# Karácsonyi horrormese
A Karácsonyi horrormese (A Christmas Horror Story) egy kanadai  horrofilm, amelyet Grant Harvey, Steven Hoban és Brett Sullivan rendezett. A filmet 2015. október 23-án mutatták be. A film négy különálló történetet mutat be és mindegyik középpontjában a Krampusz áll. Főszerepben: William Shatner, Zoé De Grand Maison, Adrian Holmes, Amy Forsyth, Rob Archer, George Buza.
|  | Alább a cselekmény részletei következnek! |

## Történetek

### Az első történet
A történet középpontjában három tini áll (Dylan, Molly, Ben) akik szenteste beszöknek a Gimnáziumba – ami régen kolostor volt – nyomozni egy rejtélyes halál eset után. Bezárkoznak éjszakára majd megkezdődik a nyomozás. Ahogy lejjebb és lejjebb haladnak az iskolában, illetve minél több időt töltenek el az intézményben, annál borzalmasabb dolgok derülnek ki az iskola múltjáról és nagyon úgy fest, hogy a gyilkos visszatért az iskolába.

### A második történet
Egy család elmegy egy közeli erődbe, hogy fenyőfát lophassanak. Mikor Scott és Kim elindulnak a fával a kocsihoz, észreveszik, hogy a fiúk eltűnt az erdőben. Egy óra keresés után megtalálják az egyik fánál. Mikor hazaérnek, a fiuk, Will, furcsán kezd viselkedni.                    Az édesanyát felhívja a szomszédjuk, aki tudatja velük, hogy végig nézte a fenyőfa lopást és ha kedves az életük akkor a gyereket azonnal visszaviszi az erdőbe, mert nem csak a fát vitték haza magukkal.

### A harmadik történet
Egy család rossz anyagi helyzetbe kerül, ezért visszamennek a babonás ősökhöz egy kis támogatásért. A család romlott tagjai (a kisfiú szadista, az anyuka hazug, a nagyi gyáva stb...) között eléggé hideg a kapcsolat. Mikor a kisfiú eltöri a Krampusz figurát, a nagymama elhajtja őket, mert szerinte magukra haragították az anti-Mikulást, Krampuszt. Hazafelé menet azonban üldözőbe veszi őket egy titokzatos lény, melynek nagy szarvai vannak.

### A negyedik történet
A Mikulás nagy erőkkel készüldik az ünnepekre, azonban rá jár a rúd, mivel a manói megfertőződnek és zombikká válnak. Mikulás az ikonikus botjával – amiről kiderül hogy vasból van és hogy egy megélezett penge van a végén – utat vág magának a hordán keresztül, hogy eljusson a szánig. Hamar ki is derül, hogy a legnagyobb ellensége, Krampusz fertőzte meg a segédeit, hogy tönkretegye a karácsonyt. Amikor összetalálkozik a két fél hatalmas erőkkel össze is csapnak. 

## Szereplők
- William Shatner – Narrátor
- George Buza – Mikulás
- Rob Archer –  Krampusz
- Am Forsyth – Caprice Bauer
- Zoé De Grand Maison – Molly Simon
- Adrian Holmes – Scott
- Shannon Kook – Dylan
- Alex Ozerov – Ben